# Broadbest
Broadbest Limited war ein britischer Hersteller von Automobilen.

## Unternehmensgeschichte
Dave Andrews und Mark Ross gründeten 1987 das Unternehmen in Poole in der Grafschaft Dorset. Sie begannen mit der Produktion von Automobilen und Kits. Der Markenname lautete Broadbest. 1988 endete die Produktion. Auto Build-up Services setzte die Produktion unter eigenem Markennamen fort.

## Fahrzeuge
Das Unternehmen stellte Nachbildungen des Lamborghini Countach her. Laut einer Quelle stellten die Fahrzeuge so etwas wie das Nachfolgemodell des Modells von Venom Cars dar. Das Modell Centaur war ein Komplettfahrzeug, während der Primo als Bausatz verkauft wurde. Die Basis bildete ein Spaceframe-Fahrgestell, entworfen von GTD Supercars. V6-Motoren und V8-Motoren von Ford und Rover trieben das Fahrzeug an. Das Getriebe kam vom Renault 30. Viele Teile stammten von Ford Sierra und Ford Scorpio.
Vom Primo entstanden etwa zehn Exemplare.